# Son of the Gods
Son of the Gods (bra: O Filho dos Deuses) é um filme pre-Code estadunidense de 1930, do gênero drama romântico, dirigido por Frank Lloyd, e estrelado por Richard Barthelmess. O roteiro de Bradley King foi baseado no romance homônimo de 1929, de Rex Beach.
Preto e branco, mas com algumas sequências feitas em Technicolor, a trama retrata a história de um casal apaixonado que se desentende quando ela descobre que, embora ele pareça caucasiano, na verdade ele é chinês.

## Sinopse
Sam Lee (Richard Barthelmess), criado por um rico comerciante chinês na Chinatown de São Francisco, é tolerado em sua faculdade preconceituosa apenas por causa de seu dinheiro. Determinado a provar seu valor, ele trabalha para a Riviera, onde faz amizade com Bathurst (Claude King), um romancista. O escritor o apresenta a Allana Wagner (Constance Bennett), uma sofisticada garota estadunidense. Ela se apaixona perdidamente por ele e se recusa a ouvir qualquer coisa de seu passado; no entanto, quando ela descobre que ele é chinês, ela o denuncia e o mutila com uma chibata. Sam volta para casa, com o coração partido, para ver seu pai moribundo; através de Eileen (Mildred Van Dorn), sua amiga mais querida, ele descobre que ficou órfão de pais caucasianos.

## Elenco
- Richard Barthelmess como Sam Lee
- Constance Bennett como Allana Wagner
- Anders Randolf como Sr. Wagner, pai de Allana
- E. Alyn Warren como Lee Ying
- Claude King como Bathurst
- Frank Albertson como Chutador
- King Hou Chang como Moy
- Mildred Van Dorn como Eileen
- Barbara Leonard como Mabel

## Recepção
Mordaunt Hall, em sua crítica para o jornal The New York Times, deu ao filme uma revisão negativa, escrevendo que "depois de um começo nada esperançoso, o último filme falado de Richard Barthelmess, Son of the Gods, se arrasta por episódios banais", e que o "Sr. Barthelmess não é o gênio que pode tirar proveito do personagem atribuído a ele nesta narrativa sem inspiração".

### Bilheteria
De acordo com os registros da Warner Bros., o filme arrecadou US$ 1.069.000 nacionalmente e US$ 363.000 no exterior, totalizando US$ 1.432.000 mundialmente.

## Preservação
Hoje em dia, o filme apenas existe em preto e branco. Um rolo era originalmente em Technicolor, mas nenhuma impressão colorida parece ter sobrevivido. O rolo de filme colorido contava a história de como Sam foi adotado quando criança pelo homem chinês, no qual ele pensava ser seu pai. Os arquivos atuais apresentam essa sequência somente em cor sépia.